# James Duffy

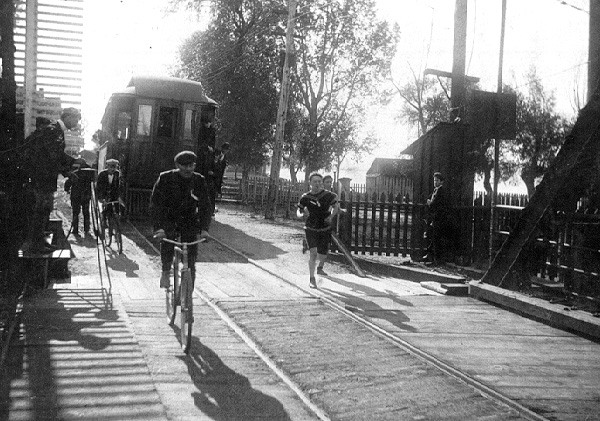
James Duffy 1912 beim
Around the Bay Road Race

James “Jimmy” Duffy (* 1. Mai 1890 in Sligo (County Sligo), Irland; † 23. April 1915 bei Ypern (Westflandern), Belgien) war ein kanadischer Leichtathlet, der zu den weltbesten Marathonläufern am Beginn des 20. Jahrhunderts zählte. Duffys größte sportliche Erfolge waren die Teilnahme an den Olympischen Sommerspielen 1912 in Stockholm und der Gewinn des Boston-Marathons 1914.
Noch als Kind zog James Duffy mit der Familie nach Edinburgh, wo er aufwuchs. Lediglich zum persönlichen Vergnügen beteiligte er sich gelegentlich an Crossläufen, die er mühelos gewinnen konnte. 1911 verließ er Schottland und wanderte nach Kanada aus, wo er sich in Toronto niederließ. Er fand Arbeit als Blechschmied und Steinmetz.
In seiner Freizeit besuchte er das örtliche YMCA, dessen Leiter sofort das läuferische Talent von Duffy erkannte. Im Trikot des YMCA schickte man ihn 1911 zur seinerzeit größten Laufveranstaltung in Toronto, dem Ward Marathon, ein Lauf über 20 Meilen (32 km). In Führung liegend hielt er unterwegs an und diskutierte mit Helfern eines anderen Läufers, von denen er sich behindert fühlte. Damit vergab er den Sieg und lief lediglich als Zweiter ins Ziel. Diese Begebenheit gibt trefflich den Charakter von Duffy wieder, für den nicht der Erfolg von Wichtigkeit war, sondern das Vergnügen. So legte er auch zukünftig keinen großen Wert auf Trainingsdisziplin, sondern empfand eine Zigarette und ein Bier vor und nach dem Wettkampf als unverzichtbar.
Inzwischen hatte sich Duffy dem Eaton Athletic Club in Toronto angeschlossen, für den er im Mai 1912 am Spectator Marathon in Hamilton teilnahm. Der Lauf diente der Benennung der kanadischen Langstreckenläufer für die Olympischen Sommerspiele 1912 und wurde deshalb auf 19 Meilen (30,4 km) verkürzt. Nach einem kalten Frühjahr herrschte am Lauftag erstmals heißes Wetter. Von den 25 Startern kamen lediglich 8 ins Ziel. Auch Duffy hatte seine Kräfte etwas überschätzt und wurde auf der letzten Meile noch von einem US-amerikanischen Läufer überholt, qualifizierte sich aber als Zweiter für die Olympischen Spiele.
Der Marathonlauf bei den Olympischen Sommerspielen 1912 war ebenfalls geprägt von sehr hohen Temperaturen, die schließlich sogar einem Läufer, Francisco Lázaro, das Leben kosten sollten. Duffy ließ den Lauf langsam angehen, bis zur Hälfte lag er noch weit im Hinterfeld. Nach 26 km hatte er sich aber bereits bis auf den 16. Platz vorgekämpft. Immer mehr Läufer fielen zurück oder gaben auf, schließlich befand sich Duffy 5 km vor dem Ziel sogar auf dem 5. Platz, den er bis ins Ziel verteidigen konnte.
Im Oktober 1912 beteiligte sich Duffy zunächst erneut am Ward Marathon, den er diesmal gewann, und kurz darauf am Around the Bay Road Race in Hamilton, dem ältesten regelmäßig ausgetragenen Straßenlauf in Nordamerika. Auch hier siegte er und erlief sogar einen neuen Streckenrekord. Sein in Hamilton lebender Trainer überredete ihn danach, von Toronto nach Hamilton zu ziehen, was er auch tat. Duffy wurde Mitglied des Ramblers Club of Hamilton und begann ein ernsthaftes Training. Es folgte Sieg auf Sieg, darunter 1913 der Yonkers-Marathon und erneut das Around the Bay Road Race.
Am 19. April 1914 startete Duffy beim Boston-Marathon. Seine Erfolge hatten sich herumgesprochen und Duffys Favoritenrolle war so groß, dass die Buchmacher keine hohen Wetteinsätze auf Duffys Sieg entgegennehmen wollten. Der Lauf entwickelte sich zu einem Krimi, denn Duffys Landsmann, Édouard Fabre, blieb Duffy, der von Beginn an das Tempo vorgab, auf den Fersen. Erst auf dem letzten Kilometer lief Duffy einen kleinen Vorsprung heraus, der den Sieg mit 15 Sekunden Vorsprung bedeutete, was bis in die heutige Zeit beim Boston-Marathon einer der geringsten Abstände eines Siegers zum Zweitplatzierten ist.
Duffy war fortan in Sportlerkreisen ein angesehener Mann. Da verwunderte es viele Zeitgenossen, dass er seine weitere Sportkarriere als Profiläufer gestalten wollte. Im Juni 1914 organisierte man zwischen Duffy und seinem Kontrahenten vom Boston-Marathon, Édouard Fabre, einen Lauf über 5 Meilen auf einer 800 Meter langen Pferderennbahn in Kingston. Diesmal gewann Fabre mit knapp 300 Meter Vorsprung.
Mit Ausbruch des Ersten Weltkriegs meldete sich Duffy als Soldat für die Kanadische Armee. Im September 1914 gehörte er zum ersten kanadischen Truppenverband, der nach Europa geschickt wurden. Zunächst noch in England stationiert, wurde er im Frühjahr 1915 an die Front nach Belgien geschickt. James Duffy fiel in der Zweiten Flandernschlacht am 23. April 1915, nur 8 Tage vor seinem 25. Geburtstag und 4 Tage nachdem sein härtester Laufkontrahent, Édouard Fabre, den Boston-Marathon des Jahres 1915 gewann.